# Mipa
Die Mipa SE (Eigenschreibweise MIPA SE) ist ein deutscher Hersteller von Farben, Lacken und Beschichtungen mit Hauptsitz in Essenbach, Bayern, und sieben weiteren Produktionsstandorten in Deutschland und Europa. Die Mipa Gruppe ist weltweit mit rund 1600 Beschäftigten tätig und generiert einen Umsatz von mehr als 247 Mio. Euro. Die Mipa SE ist ein familiengeführtes Unternehmen ohne Börsennotierung.
Im weltweiten Umsatzranking unter den Lackherstellern befindet sich die Mipa SE laut Coatings World auf Platz 48. In Europa belegt die Mipa SE laut Farbe und Lack den 18. Platz im Ranking der umsatzstärksten Lackhersteller.

## Geschichte
Ihren Ursprung nahm die Lackproduktion in Landshut in der von Johann Baptist Mittermayer gegründeten Lackfabrik am Anfang des 20. Jahrhunderts. Nachdem die durch J. B. Mittermayer aufgebaute Landshuter Betriebsstätte im Zweiten Weltkrieg zerstört wurde, trennten sich die Wege der damaligen Geschäftsführer und Neffen des Gründers. Auf diesem Weg entstand im Jahr 1948 die Mipa SE, die damals als Paul Mittermayer GmbH durch den gleichnamigen Neffen von Johann Baptist Mittermayer gegründet wurde.
Nach kontinuierlichem Wachstum am Standort Landshut erfolgte 1995 der Umzug in das etwa 10 km entfernte Essenbach, das zukunftsorientierte Erweiterungsmöglichkeiten bot. Im Jahr 2001 wurde die Paul Mittermayer GmbH in die Mipa AG umgewandelt. Die Firmierung zur Mipa SE als europäische Aktiengesellschaft erfolgte im Jahr 2015.

## Produkte
Neben Fahrzeugreparaturlacken (Autolack), Lacken für die Industrie und Bautenfarben umfasst das Produktsortiment der Mipa SE auch Holz- und Schreinerlacke sowie Lackierzubehör für professionelle Anwender.